# Henri-Amédée-Mercure de Turenne
Pour les articles homonymes, voir Turenne et Aynac.
Henri-Amédée-Mercure, comte de Turenne, marquis d'Aynac (Pau, 23 septembre 1776 - Paris, 16 mars 1852) est un militaire et homme politique français.

## Biographie
« Fils de très haut et très puissant seigneur, monseigneur Marie-Joseph-René de Turenne, chevalier, marquis d'Aynac, Montmurac, Daignac, le Veignac, Postleur, Anguirande, Montredoux, Saint-Jean-de-Mirabel, Saint-Félix-Flaignac, vicomte de Gerles, baron de Folins, et autres lieu, mestre-de-camp de cavalerie, habitant le château d'Aynac, diocèse de Cahors, généralité de Montauban, et de haute et très puissante dame Gabrielle-Pauline de Baschi, son épouse », Henri-Amédée-Mercure de Turenne d'Aynac fut présenté de minorité, en 1779, à l'ordre de Saint-Jean de Jérusalem mais ne prononcera jamais ses vœux à l'Ordre et se mariera en 1799.

### Révolution française
Lors de la Révolution française, il refusa d'émigrer et voulut reprendre du service militaire ; mais, incarcéré à Lyon pendant la Terreur, il ne fut remis en liberté qu'à la chute de Robespierre et servit à l'armée des Pyrénées occidentales.
Le décret de 1794 contre les nobles le força à quitter l'armée.
Il resta dans la vie privée jusqu'à la proclamation du Premier Empire, et fut l'un des premiers à se rallier au nouveau pouvoir.

### Premier Empire
Tandis que sa femme devenait dame du palais de l'impératrice Joséphine, lui-même fut attaché à la personne de l'empereur Napoléon Ier comme d'officier d'ordonnance et fit en cette qualité la campagne de Prusse de 1806. Chevalier de la Légion d'honneur en janvier 1807, chef d'escadron après Tilsitt, il fut chargé de rapporter en France les drapeaux pris à l'ennemi.
Il servit ensuite en Pologne (1807), au Portugal, en Espagne où il passa chef d'escadron. Il commanda en Autriche un régiment de cavalerie, puis se vit confier une mission en Italie.
Chambellan de l'Empereur après la bataille de Wagram (1809), premier chambellan et maître de la garde robe en 1812, officier de la Légion d'honneur et colonel pendant la campagne de Russie, il fut créé comte de l'Empire le 11 novembre 1813.
Il suivit Napoléon pendant la campagne de France, assista aux adieux de Fontainebleau, mais ne put obtenir l'autorisation d'accompagner l'Empereur à l'île d'Elbe.

### 1814-1815
Louis XVIII le nomma sous-lieutenant aux mousquetaires gris et chevalier de Saint-Louis, mais il se démit de ces fonctions.
Durant les Cent-Jours, il reprit son service auprès de l'Empereur, fut nommé pair des Cent-Jours le 2 juin 1815, général de brigade le 3 juin 1815 puis commandeur de la Légion d'honneur. Il assista aux batailles de Ligny et de Waterloo, où il tenta des efforts désespérés contre les gardes anglaises.

### Restauration et Monarchie de Juillet

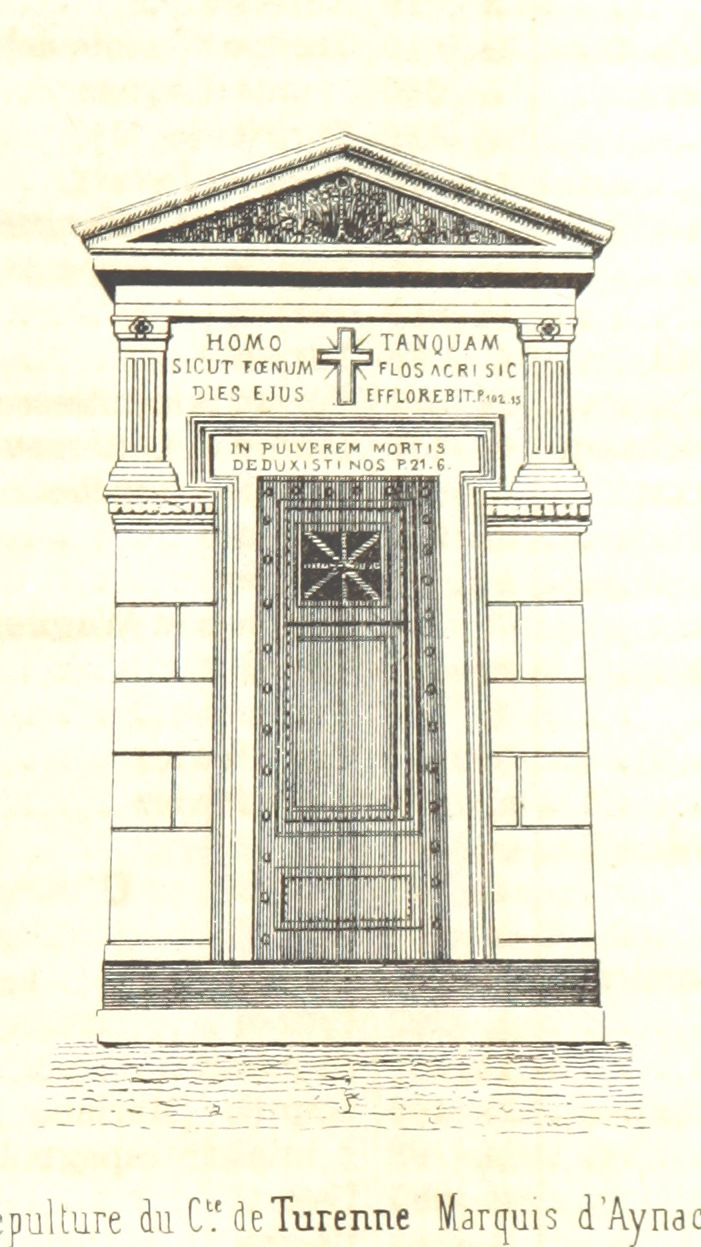
Tombe au cimetière du Père-Lachaise.

La seconde Restauration lui supprima ses titres et ses fonctions, il voyagea alors à l'étranger « par autorisation du ministre de la Guerre d'août 1815 à août 1816 », date à laquelle il est « admis à la demi-solde ». Mais, en raison du grand nom qu'il portait, il rentra bientôt en grâce et fut nommé maréchal de camp honoraire, le 31 octobre 1829.
Il se rallia à la monarchie de Juillet, devint pair de France le 19 novembre 1831, et prit quelque temps une part assez importante aux travaux de la Chambre haute, surtout aux questions relatives à l'organisation militaire.
Frappé de cécité au bout de quelques années, il termina ses jours à la retraite. Mort à Paris en 1852, il fut inhumé dans la 6e division du cimetière du Père-Lachaise (6e division),.

## Récapitulatif

### Titres
- comte de Turenne, marquis d'Aynac et de Pignan[6] (1790-1852)
- comte de Turenne et de l'Empire (décret du 15 août 1809, lettres patentes signées à Saint-Cloud le 11 novembre 1813[7]).

Déjà propriétaire des châteaux d'Aynac et de Pignan, Turenne achète, en 1838, l'abbaye de Valmagne et son domaine consacré à la viticulture

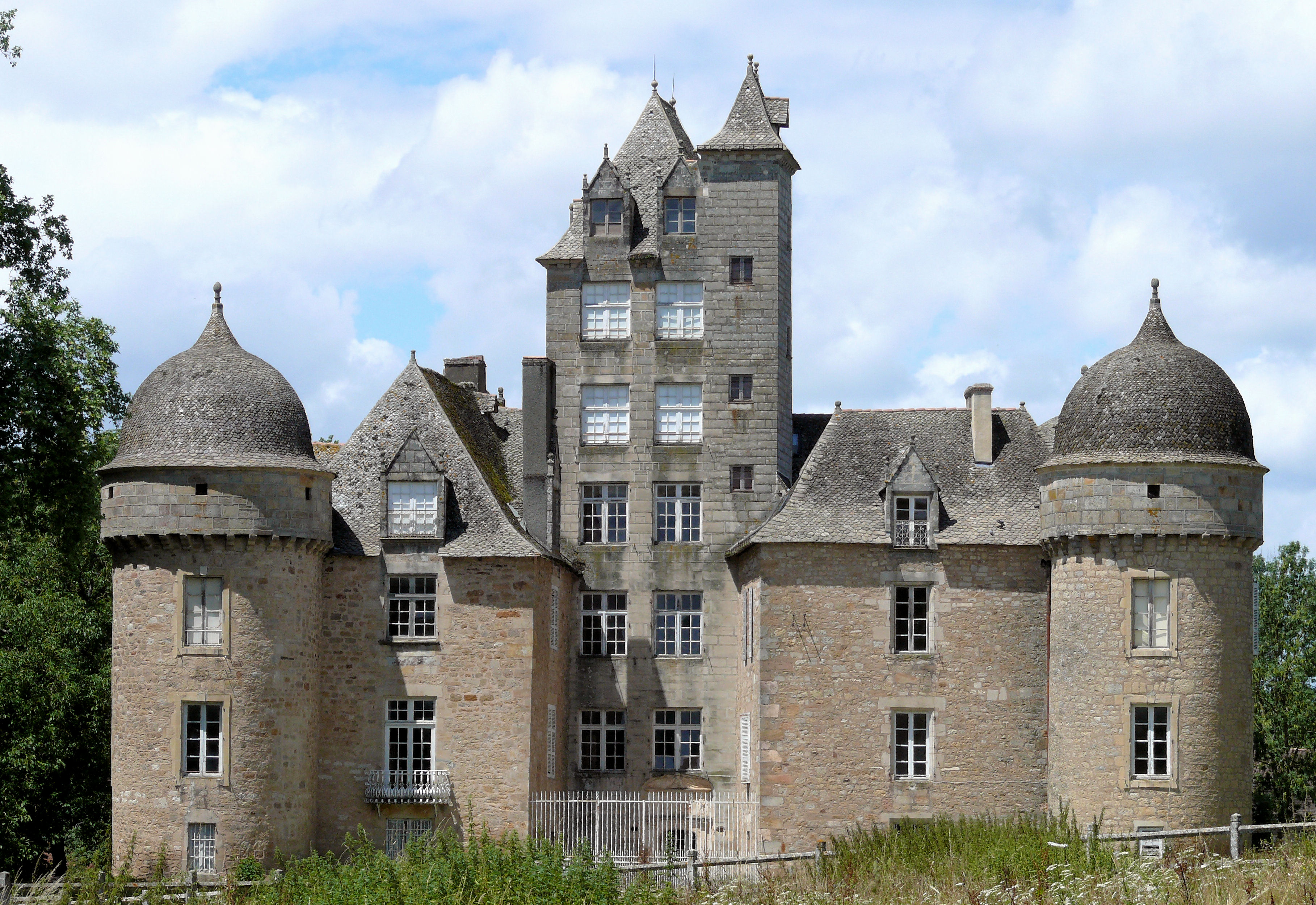
Château d'Aynac
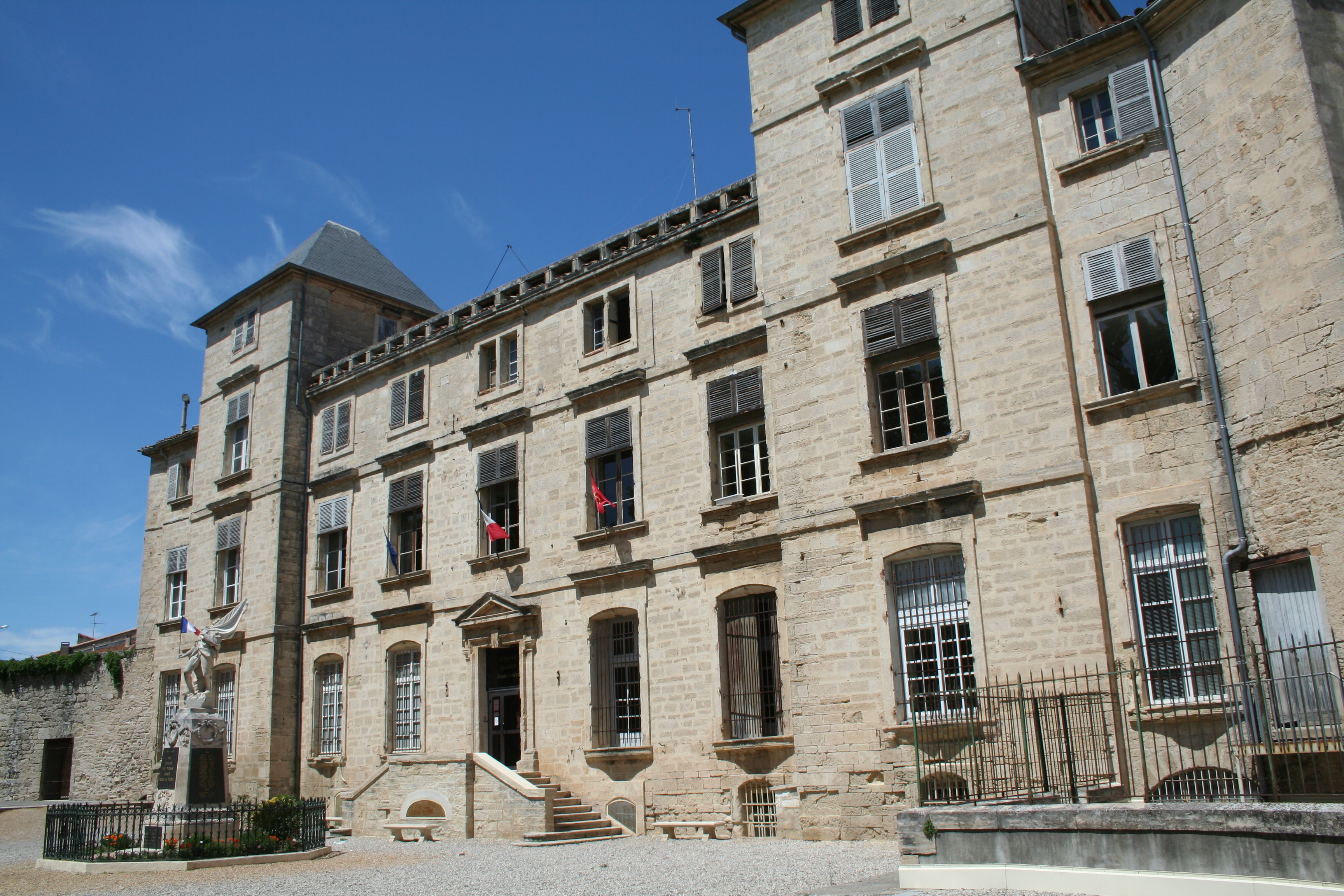
Château « Turenne » (XVIIe siècle), devenu la mairie de Pignan
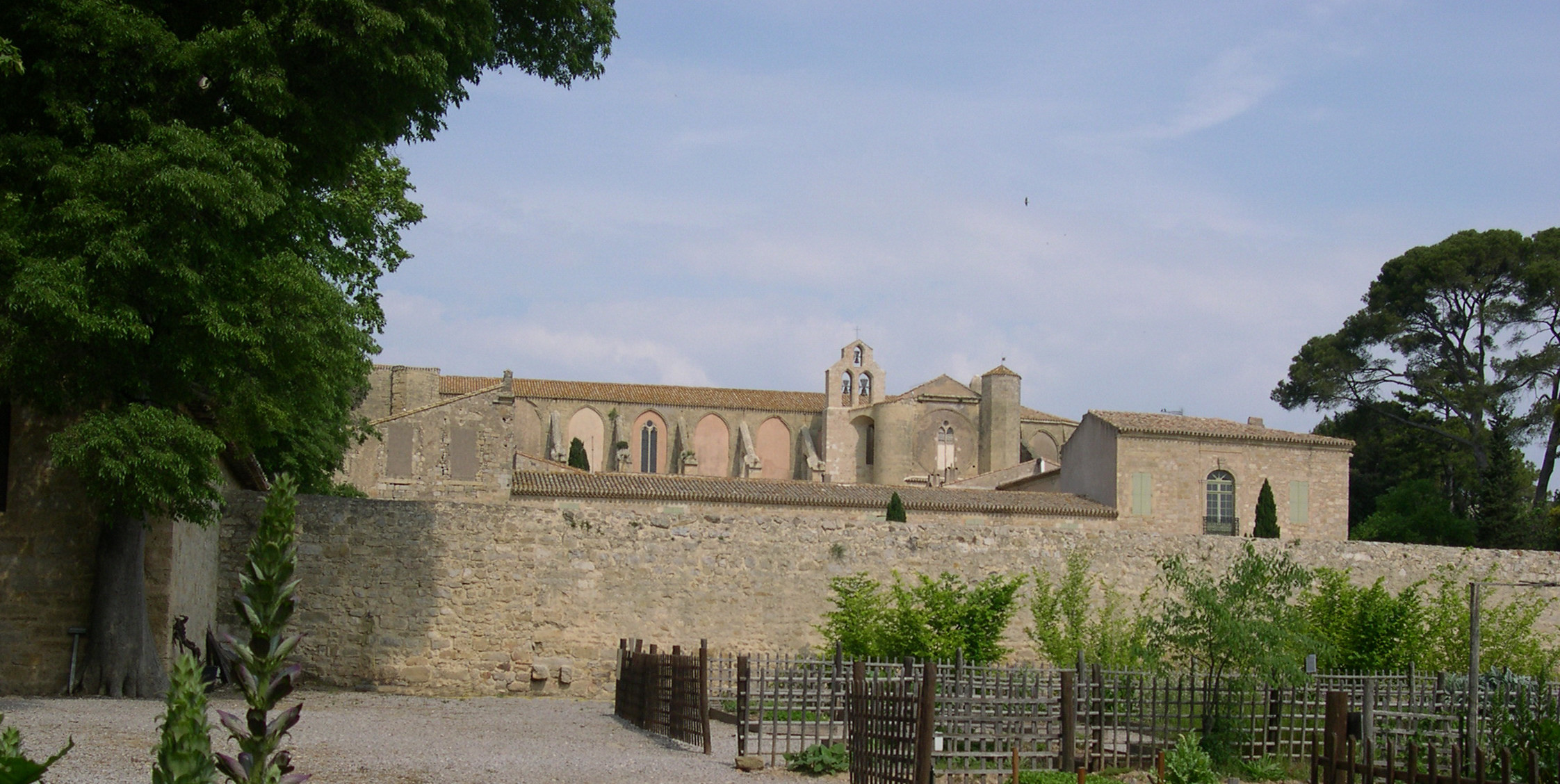
Abbaye de Valmagne

### Décorations
| Grand officier de la Légion d'Honneur                          | Commandeur de l'ordre de la Réunion | Chevalier de Saint-Louis |
| Chevalier de l'Ordre militaire de Maximilien-Joseph de Bavière |                                     |                          |

- Légion d'honneur[8] :
  - légionnaire (janvier 1807[1]), puis,
  - officier (1812[1]), puis,
  - commandeur (Cent-Jours[1]), puis,
  - Grand officier de la Légion d'honneur[9] ;
- commandeur de l'ordre de la Réunion[9] ;
- chevalier de Saint-Louis (1814[1]) ;
- chevalier de l'ordre « du Mérité militaire » (de Maximilien-Joseph) de Bavière[9] ;

### Armoiries
| Image | Armoiries |
| ----- | --- |
|       | Armes du comte de Turenne et de l'Empire Bandé de gueules et d'or de dix pièces ; franc-quartier des comtes tirés de l'armée, brochant au neuvième de l'écu. - Livrées : les couleurs de l'écu. |
|       | Armes du comte de Turenne, marquis d'Aynac, membre de la Chambre des pairs Coticé d'or et de gueules (Turenne d'Aubepeyre et d'Aynac).                                                          |

### Ascendance et postérité
Fils cadet de Marie-René-Joseph de Turenne (?-1777), marquis d'Aynac, premier baron du Quercy, et de Gabrielle-Pauline (?-1833), fille de Henry de Baschi (1687-1725), marquis de Pignan, Henri-Amédée-Mercure avait un frère aîné, François-Achille (1773-1790), comte de Turenne, marquis d'Aynac, tué en duel, sans union, ni postérité.
- Il épousa, le 9 mai 1799, Françoise de Brignac (26 juin 1781 - Saint-Germain, 16 décembre 1856), fille unique, héritière à 9 ans du marquisat de Montarnaud[6], dont il eut :
  - Gustave-Joseph-Edmond-Romuald (Montpellier), 29 prairial an XI - Paris, 2 décembre 1893), marquis de Turenne d'Aynac, marié le 26 juin 1833, avec Jeanne-Adélaïde-Louise de La Tour du Pin de La Charce (1812-1862), fille d'Antoine-Victor-Louis-René, comte de La Tour du Pin de La Charce (1778-1835), député de Seine-et-Marne, dont postérité ;
  - Blanche-Pauline-Euphasie-Mathilde (?-1804) ;
  - Napoléon-Joseph-Gabriel (9 février 1806 - Château de Courtomer, 4 juillet 1889), marié, le 20 mai 1838, avec Anne-Antoinette-Gabrielle Frotier de La Coste-Messelière (1818-1903), dont postérité.